# جام باشگاه‌های جهان کوچک ۱۹۵۳ (اولین تورنمنت)
جام باشگاه‌های جهان کوچک ۱۹۵۳ (اولین تورنمنت) دومین دوره جام باشگاه‌های جهان کوچک بود، مسابقاتی که دوره اول آن بین سال‌های ۱۹۵۲ تا ۱۹۵۷ و دوره دوم آن بین سال‌های ۱۹۶۳ و ۱۹۶۵در ونزوئلا  برگزار شد. این دوره مسابقات با چهار شرکت‌کننده، نیمی از اروپا و نیمی از آمریکای جنوبی برگزار شد اما از فرمت دوبل معمول خود منحرف شد. بازیکنانی مانند آنخل لابرونا، آمادئو کاریزو و فلیکس لوستو برای ریور پلاته، گرهارد هاناپی و ارنست هاپل از راپید وین، نستور روسی، رامون آلبرتو ویلاورده و آلفردو دی استفانو برای میلوناریوس در این تورنمنت حضور داشتند؛ که آخرین بازی‌های خود را برای باشگاه خود در این مسابقات انجام داد.

## شرکت کنندگان
| تیم        | نحوه صعود                                            |
| ---------- | ---------------------------------------------------- |
| ریور پلاته | قهرمان لیگ برتر آرژانتین ۱۹۵۲                        |
| راپید وین  | قهرمان بوندس‌لیگا اتریش ۱۹۵۲، قهرمان جام میتروپا ۱۹۵۰ |
| میلوناریوس | قهرمان لیگ سری آ کلمبیا ۱۹۵۲                         |

## بازی‌ها
| راپید وین                            | ۳–۱    | ریور پلاته  |
| ------------------------------------ | ------ | ----------- |
| پروبست ۲۴' · داینست ۵۰' · هاناپی ۸۴' | Report | لابرونا ۱۸' |

| میلوناریوس                                                  | ۵–۱    | ریور پلاته |
| ----------------------------------------------------------- | ------ | ---------- |
| دی استفانو ۱۲'، ۷۹' · ویلاورده ۳۴' · بائز ۳۶' · ویلالبا ۵۲' | Report | پرادو ۱۹'  |

| ریور پلاته                   | ۳–۱    | راپید وین  |
| ---------------------------- | ------ | ---------- |
| پرادو ۱۰'، ۴۰' · لابرونا ۶۰' | Report | هاناپی ۴۱' |

| ریور پلاته | ۱–۱    | میلوناریوس   |
| ---------- | ------ | ------------ |
| ورنازا ۸۷' | Report | ویلاورده ۵۷' |

| میلوناریوس                                              | ۴–۰    | راپید وین |
| ------------------------------------------------------- | ------ | --------- |
| دی استفانو ۶'، ۳۵' · ویلاورده ۱۵' · هاپل ۲۰' (گل‌به‌خودی) | Report |           |

## جدول نهایی
| تیم        | امتیاز | بازی | برد | تساوی | باخت | گل زده | گل خورده | تفاضل |
| ---------- | ------ | ---- | --- | ----- | ---- | ------ | -------- | ----- |
| میلوناریوس | ۷      | ۳    | ۲   | ۱     | ۰    | ۱۰     | ۲        | +۸    |
| ریور پلاته | ۳      | ۴    | ۱   | ۱     | ۲    | ۶      | ۱۰       | -۴    |
| راپید وین  | ۲      | ۳    | ۱   | ۰     | ۲    | ۴      | ۸        | -۴    |

## گلزنان
| رتبه | بازیکن                | باشگاه     | گل |
| ---- | --------------------- | ---------- | -- |
| ۱    | آلفردو دی استفانو     | میلوناریوس | ۴  |
| ۲    | رامون آلبرتو ویلاورده | میلوناریوس | ۳  |
| ۳    | آنخل لابرونا          | ریور پلاته | ۲  |
| ۳    | گرهارد هاناپی         | راپید وین  | ۲  |

## قهرمان
| قهرمان جام باشگاه‌های جهان کوچک ۱۹۵۳ |
| ----------------------------------- |
| میلوناریوس                          |
| اولین قهرمانی                       |